# جاري فاندبوت
جاري فاندبوت (14 فبراير 1996 بغنت في بلجيكا - ) هو لاعب كرة قدم بلجيكي في مركز الهجوم. شارك مع منتخب بلجيكا تحت 17 سنة لكرة القدم ومنتخب بلجيكا تحت 18 سنة لكرة القدم ومنتخب بلجيكا تحت 19 سنة لكرة القدم. أما مع النوادي، فقد لعب مع إف سي آيندهوفن ونادي غينت وK.S.V. Roeselare ‏.

## روابط خارجية
- جاري فاندبوت على موقع الاتحاد البلجيكي (الإنجليزية)
- جاري فاندبوت على موقع قاعدة بيانات كرة القدم.إي يو (الإنجليزية)
- جاري فاندبوت على موقع Soccerway.com (الإنجليزية)